# Монтегют-Савес
Монтегю́т-Саве́с (фр. Montégut-Savès) — коммуна во Франции, находится в регионе Юг — Пиренеи. Департамент — Жер. Входит в состав кантона Ломбес. Округ коммуны — Ош.
Код INSEE коммуны — 32284.

## География

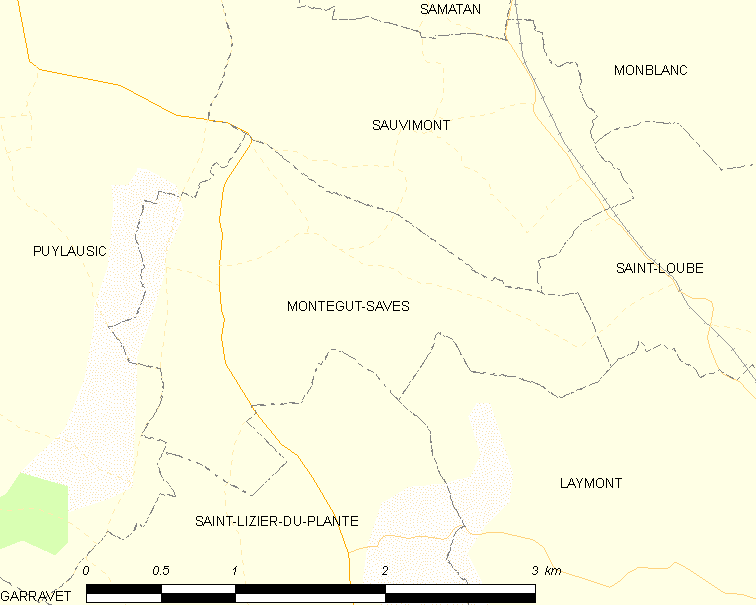
Карта коммуны

Коммуна расположена приблизительно в 620 км к югу от Парижа, в 45 км юго-западнее Тулузы, в 38 км к юго-восточнее от Оша.

## Климат
Климат умеренно-океанический. Лето жаркое и немного дождливое, температура часто превышает 35 °С. Зимой часто бывает отрицательная температура и ночные заморозки. Годовое количество осадков — 700—900 мм.

## Население
Население коммуны на 2010 год составляло 71 человек.
| 1962 | 1968 | 1975 | 1982 | 1990 | 1999 | 2010 |
| ---- | ---- | ---- | ---- | ---- | ---- | ---- |
| 103  | 96   | 86   | 89   | 69   | 68   | 71   |

## Администрация
| Период | Период | Фамилия         | Партия | Примечания |
| ------ | ------ | --------------- | ------ | ---------- |
| 2001   | 2008   | Кристьян Кашалу |        |            |
| 2008   | 2020   | Жан-Жорж Лагард |        |            |

## Экономика
В 2010 году среди 43 человек трудоспособного возраста (15-64 лет) 24 были экономически активными, 19 — неактивными (показатель активности — 55,8 %, в 1999 году было 69,8 %). Из 24 активных жителей работали 20 человек (11 мужчин и 9 женщин), безработных было 4 (2 мужчин и 2 женщины). Среди 19 неактивных 5 человек были учениками или студентами, 10 — пенсионерами, 4 были неактивными по другим причинам.